# Manila Ocean Park
Koordinaten: 14° 34′ 46″ N, 120° 58′ 21″ O
Der Manila Ocean Park ist ein in der phillippischen Hauptstadt Manila gelegenes Ozeaneum. Es befindet sich im Rizal-Park im Distrikt Ermita hinter der Tribüne des Quirino Grandstands direkt an der Bucht von Manila und wurde im Jahr 2008 eröffnet.

## Ausstellungen
Im Manila Ocean Park leben etwa 14.000 Meerestiere in ca. 277 Arten, die meist aus philippinischen Gewässern oder aus Gebieten in Südostasien stammen. Ein großes, über zwei Etagen reichendes Schaubecken zeigt verschiedene Hai- (Selachii) und Stechrochenarten (Dasyatis). Die Besucher haben die Möglichkeit durch einen 25 Meter langen, aus Acrylglas hergestellten, durchsichtigen Unterwassertunnel die Meerestiere zu beobachten, die über und neben ihnen schwimmen. Die Schauanlagen sind in sieben verschiedene Sektionen mit 3000 Kubikmeter fassenden Seewasserbecken unterteilt. Das aus der Manilabucht entnommene Wasser durchläuft zunächst mehrere Filteranlagen. Eine Spezialabteilung zeigt verschiedene Quallenarten. Der Manila-Ocean Park beherbergt auch eine Pinguinanlage, die als Trails to Antarctica (Wanderwege in die Antarktis) bezeichnet wird und die eine größere Gruppe an Humboldt-Pinguine (Spheniscus humboldti) beherbergt, die dort auch in jedem Jahr erfolgreich züchten. Im Gebäude befindet sich außerdem ein Informationszentrum für Besucher. Dem Ocean Park ist auch ein Vogelhaus angeschlossen, das in erster Linie mit Papageien besetzt ist und in dem auch kleine Haustiere gehalten werden. In dieser Einrichtung sollen im Besonderen Kinder einen engen Kontakt zu Tieren herstellen können. Ausgewählte Tiere können dort gestreichelt und gefüttert werden. Im Rahmen einer besonderen Bird Show werden Kunststücke mit trainierten Vögeln gezeigt.
Einige Programme werden den Besuchern nur zeitweise angeboten. Dazu zählt eine Show mit der Bezeichnung I Love My Ocean Planet (Ich liebe meinen Ozean-Planeten). Die Show gibt Informationen über den Umweltschutz und die enge Wechselwirkung zwischen einzelnen aquatischen Tierarten. Zuweilen werden auch Wasserspiele mit Springbrunnen und Wasserfällen, bunter Beleuchtung und Multimedia-Effekten abgehalten. Weitere spezielle Programme wurden aufgrund der 2019 ausgebrochenen COVID-19-Pandemie zunächst ausgesetzt. Nachfolgend sind einige Bilder aus den Außen- und Innenbereichen des Ozeaneums sowie ausgewählte Arten aus dem Tierbestand der Jahre 2010 bis 2013 gezeigt.

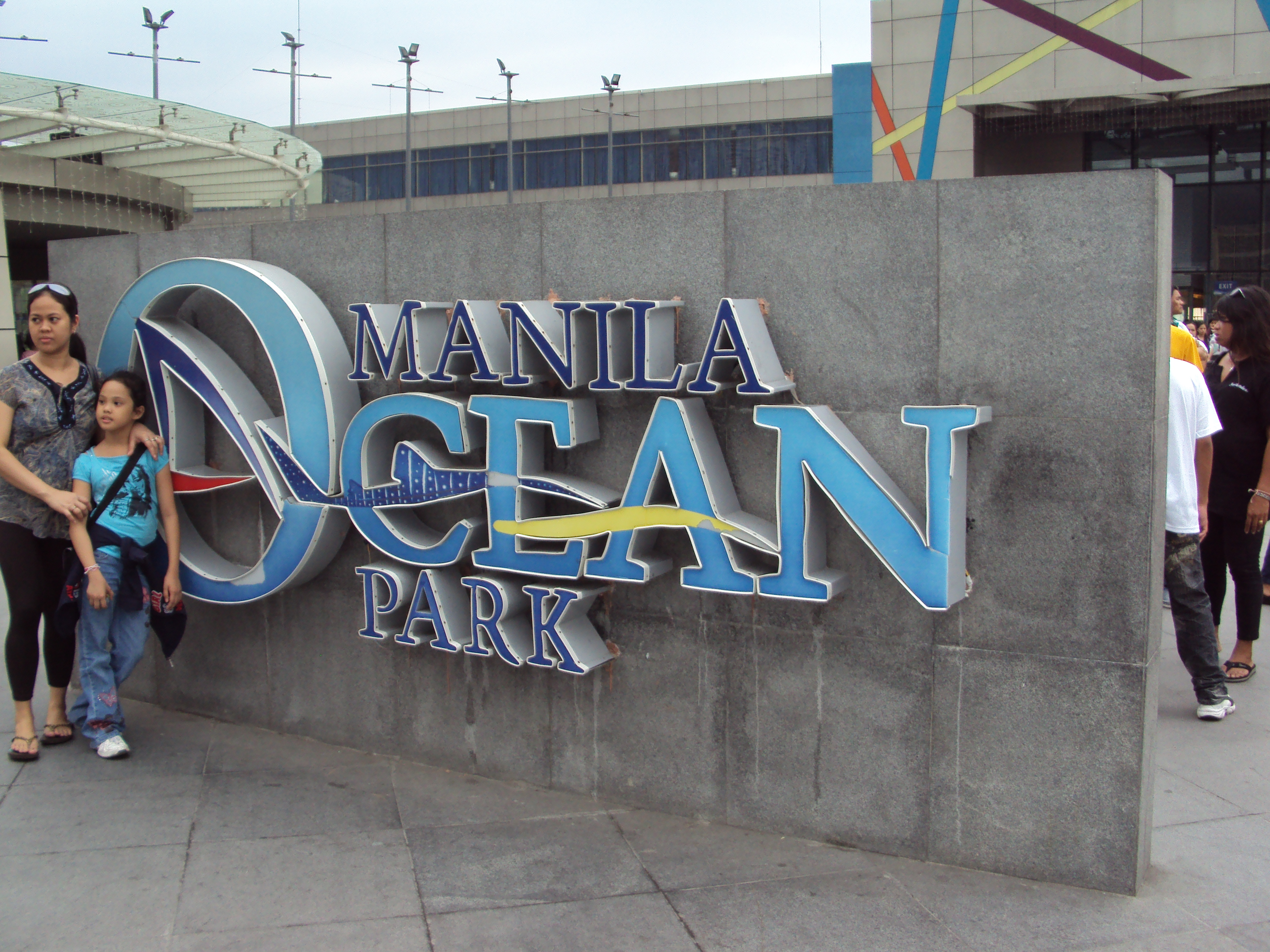
Werbeschild
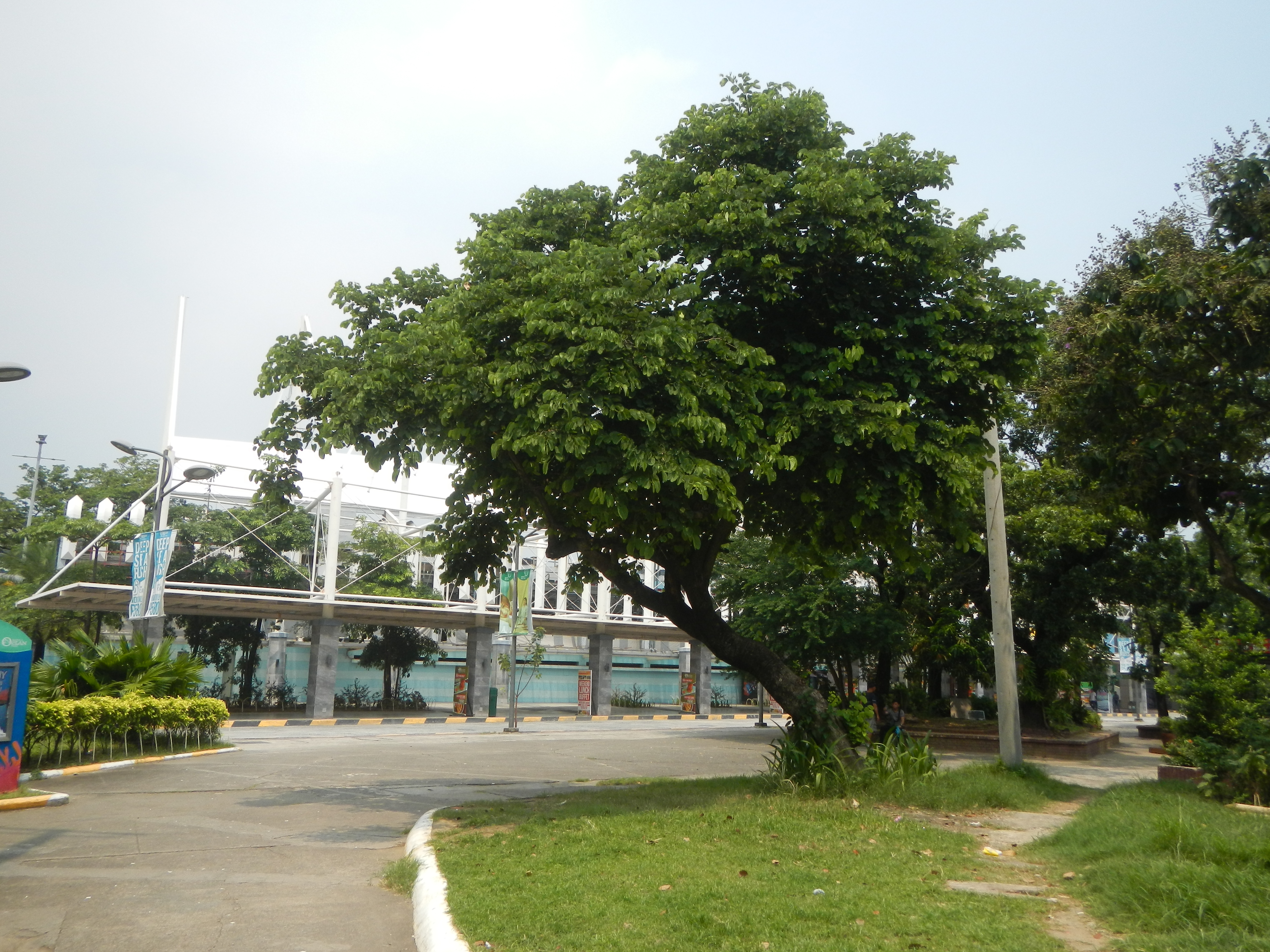
Blick vom Rizo-Park
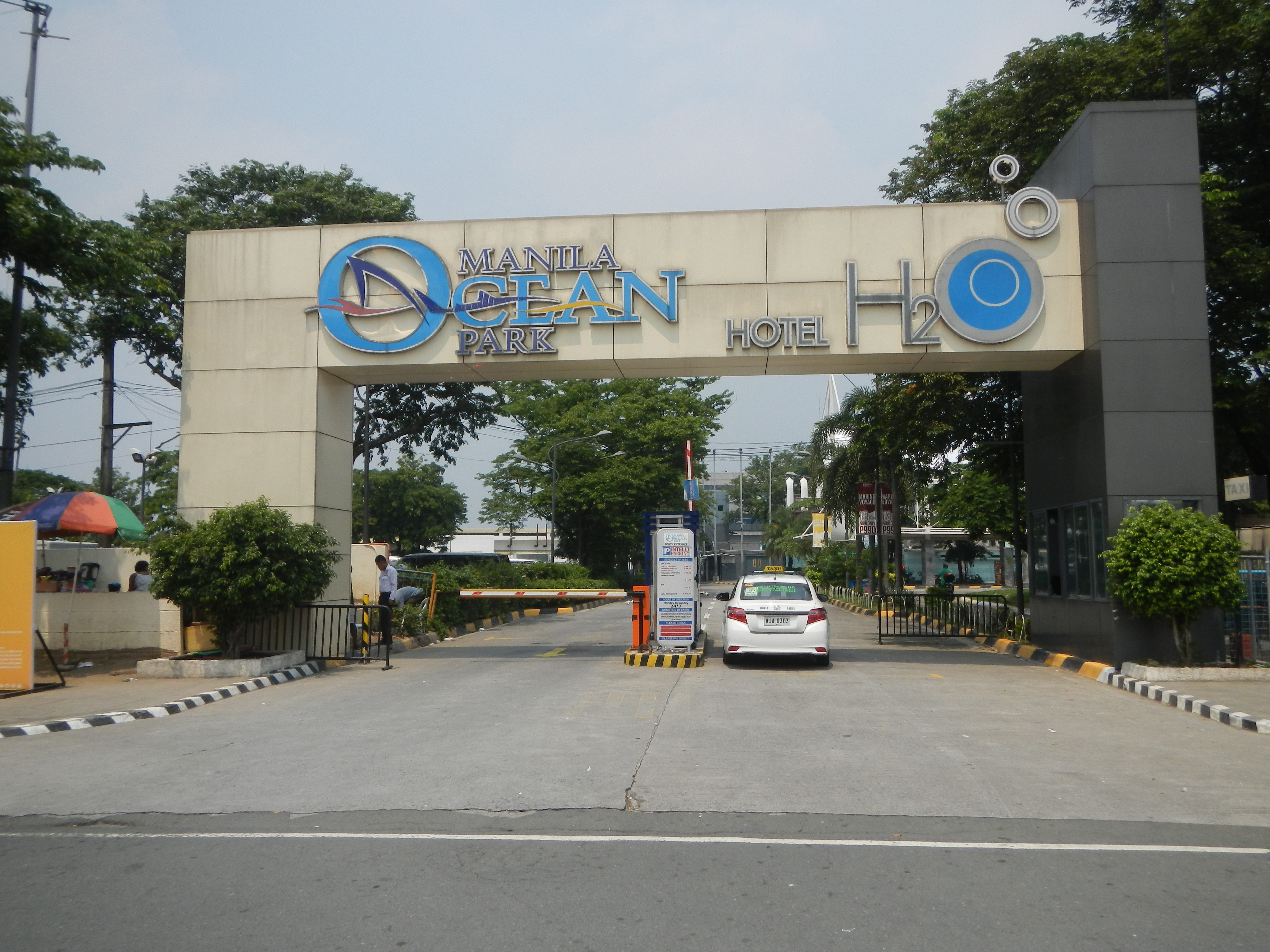
Einfahrt zum H2O Hotel und zum Ozeaneum
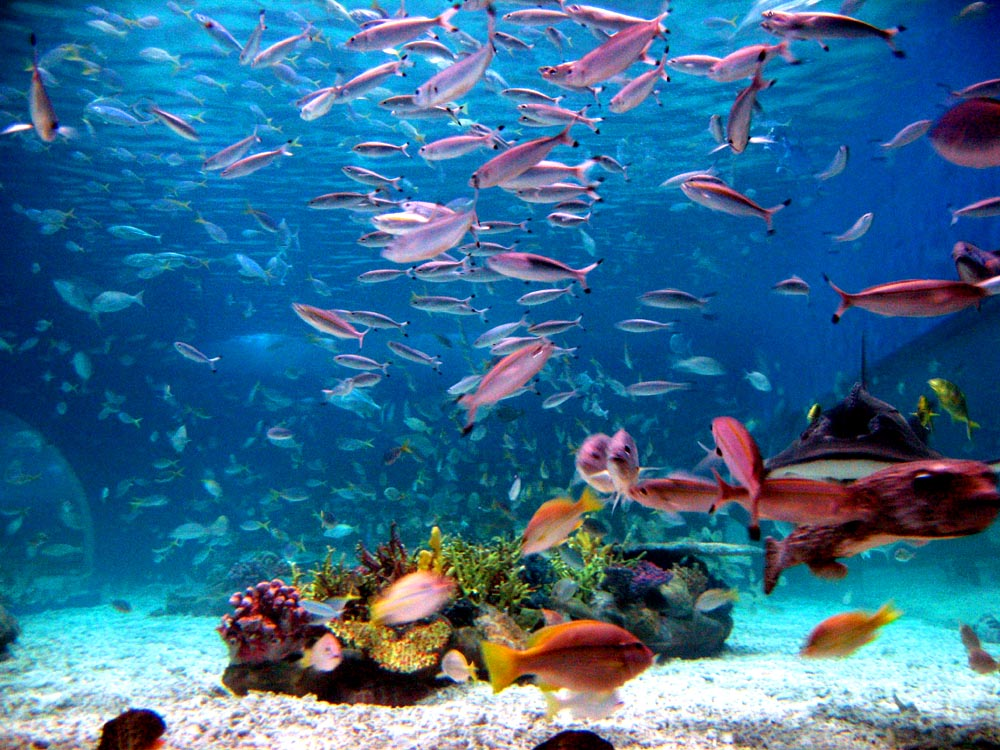
Schaubecken
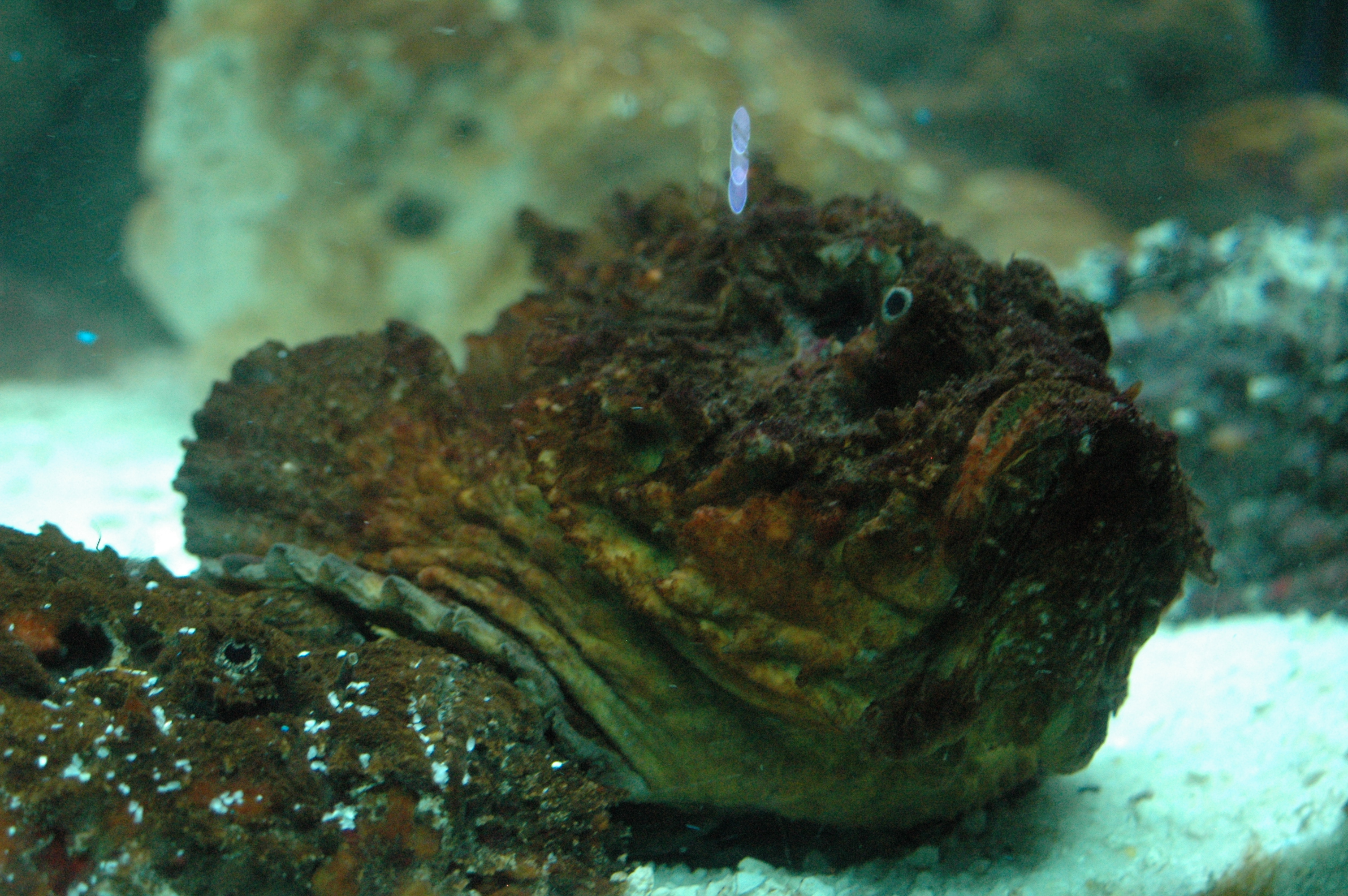
Echter Steinfisch (Synanceia verrucosa)
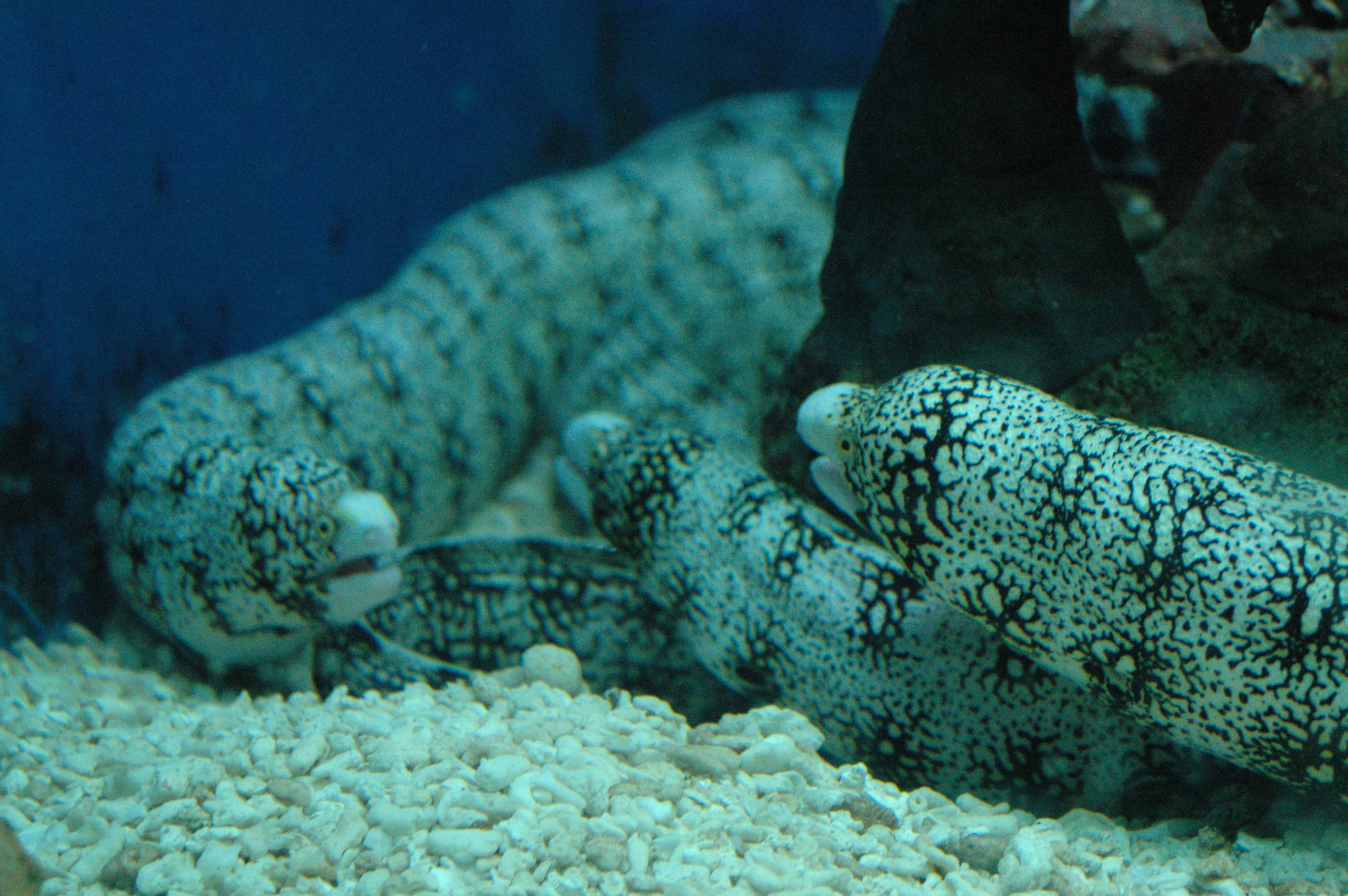
Sternfleckenmuränen (Echidna nebulosa)
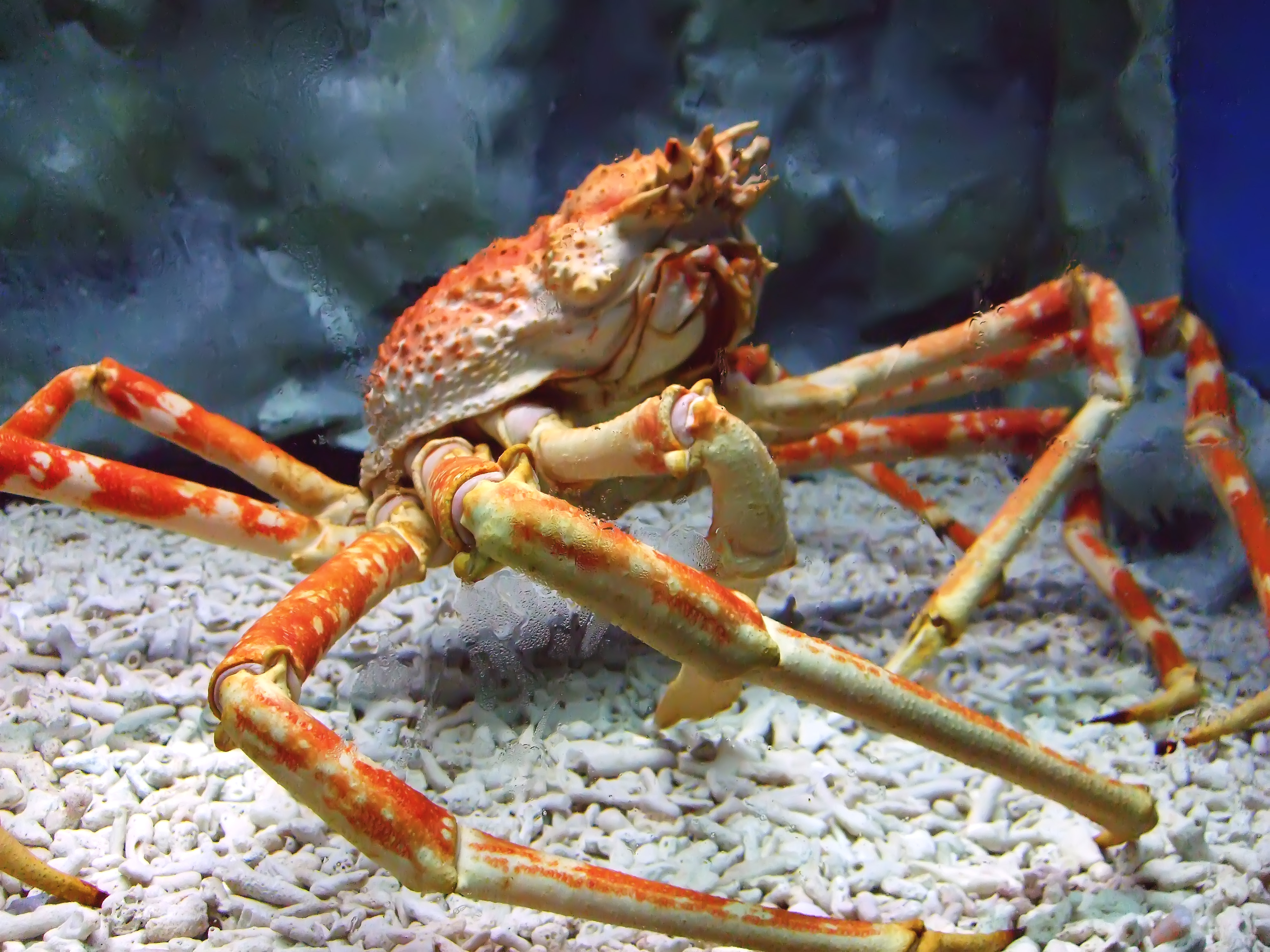
Japanische Riesenkrabbe (Macrocheira kaempferi)
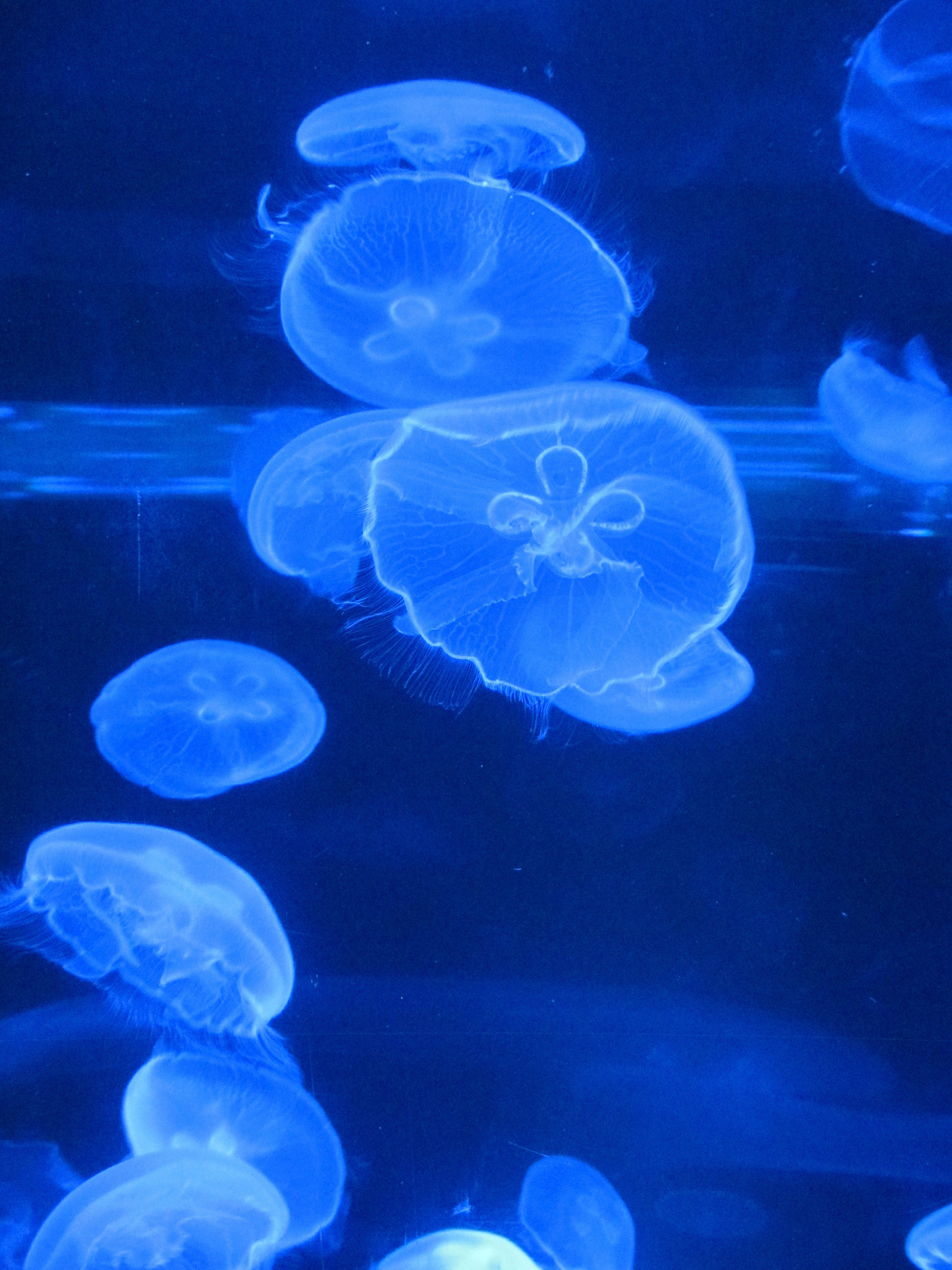
Quallen

## Hotel
Direkt mit dem Ocean Park Manila verbunden ist ein Hotel, das den Namen H2O (Wasser) trägt und ebenfalls an der Manila Bay, teilweise auf Stelzen über der Wasseroberfläche liegt. Es hat einen direkten Zugang zum Ocean Park. Bei einer Gesamtfläche von 3500 Quadratmetern ist das Hotel in der Lage, Veranstaltungen für bis zu 1000 Personen auszurichten.